# Эльсены
Эльсены (нем. von Oelsen) — баронский род.

## Происхождение и история рода
Род фон-Эльсен принадлежит к древнему прибалтийскому дворянству и внесен в матрикул Курляндского дворянства 17 октября 1620 года.
Определением Прав. Сената, от 28 февраля 1862 года за курляндской дворянской фамилией фон-Эльсен признан баронский титул.

## Описание герба
В красном поле левая рука слева. в серебряных латах, держащая в пальцах золотой перстень.
Щит увенчан некоронованным дворянским шлемом. Нашлемник — страусовое перо, перед которым рука в латах, держащая золотой перстень. Намет красный с золотом.